# Valeria tricristata
Valeria tricristata är en fjärilsart som beskrevs av Max Wilhelm Karl Draudt 1934. Valeria tricristata ingår i släktet Valeria och familjen nattflyn. Inga underarter finns listade i Catalogue of Life.